# Fjelde Sogn
Fjelde Sogn var et sogn i Lolland Østre Provsti (Lolland-Falsters Stift).
I 1800-tallet var Fjelde Sogn anneks til Slemminge Sogn. Begge sogne hørte til Musse Herred i Maribo Amt. Slemminge-Fjelde sognekommune blev ved kommunalreformen i 1970 indlemmet i Sakskøbing Kommune, der ved strukturreformen i 2007 indgik i Guldborgsund Kommune. Fra 1. januar 2023 indgår sognet i Slemminge-Fjelde Sogn.
I Fjelde Sogn lå Fjelde Kirke.
I sognet findes følgende autoriserede stednavne:
- Fjelde (bebyggelse, ejerlav)
- Kartofte (bebyggelse, ejerlav)
- Kongestolpe (bebyggelse)

## Eksterne kilder/ħhenvisninger
- Fil med information om sogne og kommuner
- Autoriserede stednavne i Danmark

54°45′02″N 11°39′48″Ø / 54.75069°N 11.66333°Ø